# Ernie Koy
Ernest Anyz „Chief“ Koy (* 17. September 1909 in Sealy, Texas; † 1. Januar 2007 in Bellville, Texas) war ein US-amerikanischer Baseballspieler in der Major League Baseball.

## Karriere
Ernie Koy war ein amerikanischer Baseballspieler in der Major League Baseball, wo er von 1938 bis 1942 spielte. Er besuchte die University of Texas in Austin. 1960 wurde er in die University of Texas Longhorn Hall of Fame aufgenommen. Sein Sohn Ernie Koy, Jr. spielte Football bei den New York Giants von 1965 bis 1970. Ernie Koy starb am 1. Januar 2007 an den Folgen eines Rippenbruches.